# Kanton Bray-sur-Seine
Kanton Bray-sur-Seine is een voormalig kanton van het Franse departement Seine-et-Marne. Het kanton maakte deel uit van het arrondissement Provins.
 Het werd opgeheven bij decreet van 18 februari 2014 met uitwerking in maart 2015.

## Gemeenten
Het kanton Bray-sur-Seine omvatte de volgende gemeenten:
- Baby, 66 inwoners
- Balloy, 358 inwoners
- Bazoches-lès-Bray, 768 inwoners
- Bray-sur-Seine, 2.278 inwoners (hoofdplaats)
- Chalmaison, 653 inwoners
- Everly, 569 inwoners
- Fontaine-Fourches, 509 inwoners
- Gouaix, 1.393 inwoners
- Gravon, 115 inwoners
- Grisy-sur-Seine, 102 inwoners
- Hermé, 525 inwoners
- Jaulnes, 319 inwoners
- Montigny-le-Guesdier, 285 inwoners
- Mousseaux-lès-Bray, 617 inwoners
- Mouy-sur-Seine, 381 inwoners
- Noyen-sur-Seine, 318 inwoners
- Les Ormes-sur-Voulzie, 823 inwoners
- Passy-sur-Seine, 34 inwoners
- Saint-Sauveur-lès-Bray, 287 inwoners
- La Tombe, 222 inwoners
- Villenauxe-la-Petite, 372 inwoners
- Villiers-sur-Seine, 316 inwoners
- Villuis, 222 inwoners